# شارلوت تيرنر سميث

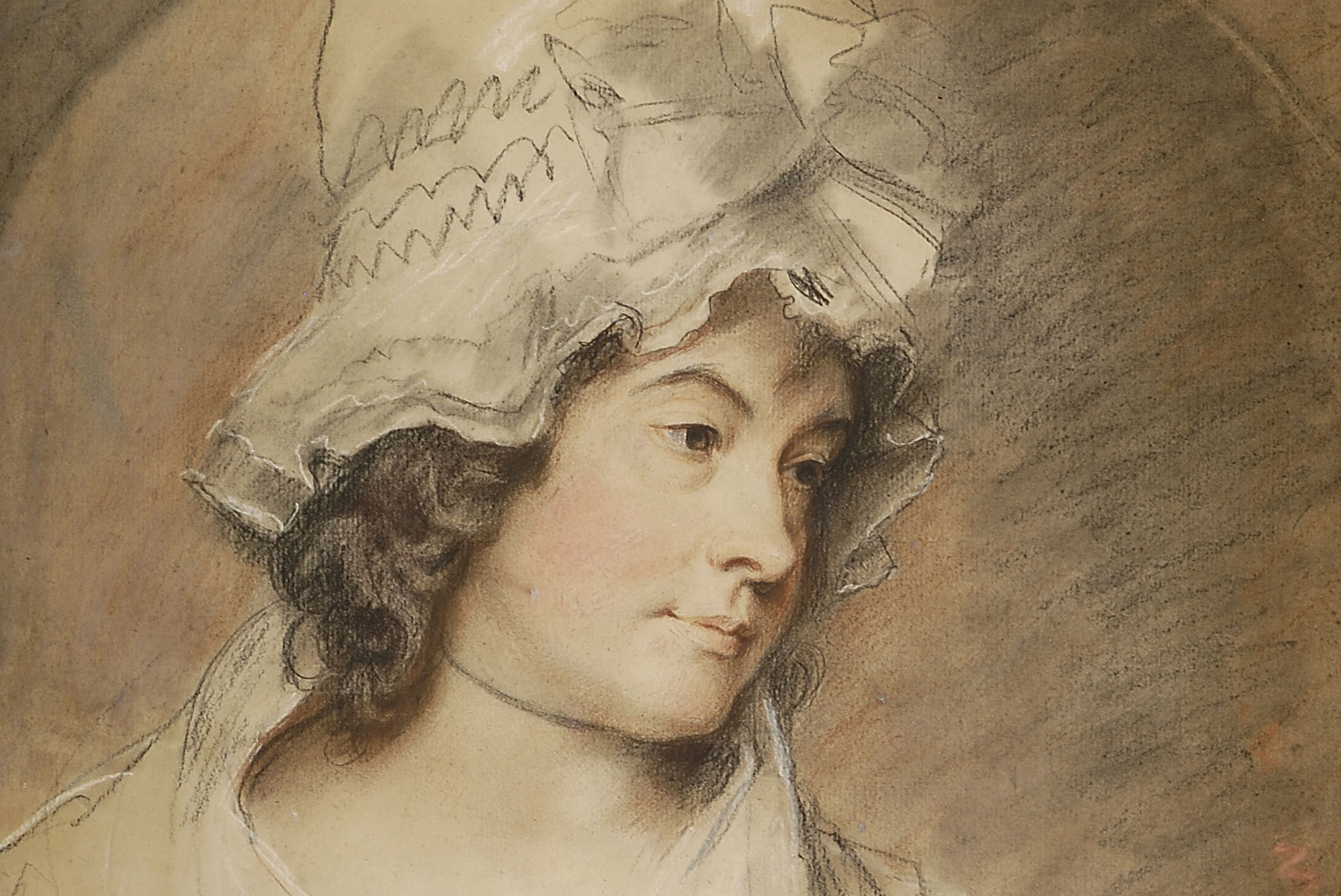
شارلوت سميث بواسطة جورج رومني

شارلوت تيرنر سميث (بالإنجليزية: Charlotte Turner Smith) (4 مايو 1749 - 28 أكتوبر 1806) كانت شاعرة وروائية رومانسية إنجليزية . بدأت إحياء سونيت الإنجليزية وساعدت في إنشاء الرواية القوطية - رعب قوطي، وكتبت الروايات السياسية الحساسة.كاتبة ناجحة، نشرت عشر روايات، ثلاثة كتب شعر، أربعة كتب للأطفال، وغيرها من الأعمال المتنوعة، على مدى حياتها المهنية.
رأت نفسها كشاعر أولا وقبل كل شئ، الشعر في تلك الفترة يعتبر أكثر أشكال الأدب ترفعاً وفخامة. العلماء الآن يعتبرونهاأساس تحويل السونيت إلى تعبير عن المشاعر المؤلمة.
خلال مرحلة البلوغ، وفي نهاية المطاف شارلوت سميث تركت الزوج بنيامين سميث وبدأت الكتابة لدعم أطفالهما. إن نضال سميث لتوفير حياة ملاءمة لأطفالها ومحاولاتها المحبطة للحصول على الحماية القانونية كمرأة قدمت موضوعات لشعرها ورواياتها؛ وشملت صور لنفسها وأسرتها في رواياتها، فضلا عن تفاصيل عن حياتها في مقدماتها.
رواياتها المبكرة هي تمارين في التطور الجمالي، وخاصة القوطية والمشاعر. «موضوع العديد من الروايات العاطفية والتعليمية كان يعبر عن زوجة تعيسة ساعدت من قبل عاشق معقول مدروس» (دخول سميث في المؤلفين البريطانيين قبل عام 1800: قاموس السيرة الذاتية إد ستانلي كونيتز وهوارد هاكرافت.نيويورك: H.W. ويلسون، 1952. pg. 478.)
```
رواياتها في وقت لاحق، بما في ذلك 
بيت مانور القديم
، غالبا ما تعتبر أفضل اعمالها، ودعم المثل العليا للثورة الفرنسية. بعد 1798، ومع ذلك، تراجعت شعبية سميث وبحلول عام 1803 كانت معدمة ومريضة - وبالكاد يمكن ان تحمل القلم، وقامت ببيع كتبها لسداد ديونها. في 1806، توفيت سميث. تم نسيانها إلى حد كبير في منتصف القرن التاسع عشر، وقد أعيد نشر أعمالها الآن، وهي معترف بها ككاتبة رومانسية هامة.
```

## نشأتها
ولدت سميث في 4 مايو 1749 في لندن وعمدت في 12 يونيو. وقالت انها كانت الطفلة الكبيرة لنيكولاس تيرنر وأنا تاورز الاغنياء. ولد اشقاءها الصغار نيكولاس وكاثرين آن خلال السنوات الخمس المقبلة.
ولدت سميث في عائلة غنية وتلقت تعليما نموذجيا للمرأة خلال أواخر القرن الثامن عشر. طفولة سميث تشكلت عند وفاة والدتها المبكرة (ربما في ولادة كاترين) والإنفاق المتهور لوالدها. وبسبب الانفاق المتهور لوالدها فاجبرها على الزواج مبكراً. زوّجَها والدها لشخص عنيف وفاسق اسمه بينجامين سميث، هذا الزواج الذي وصفته فيما بعد بالبغاء. سافر نيكولاس تيرنر-بعد ان خسر زوجته- وتم تربية الاولاد من قبل خالتهم لوسي تاورزعندما تبيّن ان عودة والهم غير معروفة.

## روابط خارجية
- شارلوت تيرنر سميث على موقع الموسوعة البريطانية (الإنجليزية)